# اسپیندال (کارولینای شمالی)
اسپیندال (به انگلیسی: Spindale) شهری در ایالت کارولینای شمالی کشور ایالات متحده آمریکا است که جمعیت آن در سرشماری سال ۲۰۱۰ میلادی، ۴٬۳۲۱ نفر بوده‌است.